# Cour Chabrier
La cour Chabrier, également orthographiée cour Chabrié, est une ancienne voie des entrepôts de Bercy, dans le 12e arrondissement de Paris, en France.

## Origine du nom
Le nom de cette rue fait référence au nom d'un propriétaire d'un entrepôt à Bercy.

## Situation
Cette voie des entrepôts de Bercy débutait avenue du Petit-Château et se terminait rue Gallois.

## Historique
Cette rue a été ouverte en 1878.
Elle disparait vers 1993 lors de la démolition des entrepôts de Bercy dans le cadre de l'aménagement de la ZAC de Bercy.
Son emplacement est désormais occupé par la partie du parc de Bercy située entre les rues Joseph-Kessel, de Pommard, de Bercy, le boulevard de Bercy et le quai de Bercy.